# Marøybroen
64°50′42″N 011°15′56″Ø / 64.84500°N 11.26556°Ø
Marøybroen er en frit frembyg-bro som krydser Marøysundet og Buskholmen mellem fastlandet og Marøya i Nærøy kommune i Trøndelag fylke i Norge. Sammen med Nærøysund Bro forbinder den økommunen Vikna med fastlandet. Marøybroen er 590 meter lang, med længste spænd på 120 meter. Bygningen startede i 1976, og broen blev åbnet i oktober 1978. Broerne er del af riksvej 770.